# Таємниці Пітсбурга
«Таємниці Пітсбурга» — фільм 2008 року.

## Зміст
Останнє літо юності Арта Бехштейна — останнє літо юності його друзів. Юний фантазер Арт не виправдовує очікувань свого батька, впливового мафіозі. Арт постійно заводить «невідповідні» знайомства. До пори до часу він не допускає своїх відчайдушних друзів у світ Сім'ї, але самий відчайдушний прориває заслін і перевертає життя Арта з ніг на голову.